# Zwaluwstaartkoningstiran
De zwaluwstaartkoningstiran (Tyrannus forficatus) is een zangvogel uit de familie Tyrannidae (Tirannen).

## Kenmerken
Het verenkleed van het mannetje is wit met zwarte vleugels en een groenzwarte, lange staart met witte en zwarte buitenste staartpennen. Het vrouwtje heeft een kortere staart. Hij maakt tijdens de baltsvlucht een rollend, kakelend geluid, dat als applaus klinkt. De lichaamslengte bedraagt 30 tot 38 cm.

## Leefwijze
Tijdens de baltsvlucht maakt het mannetje verticale en zigzaggende duik- en tuimelvluchten, waarbij de lange staartveren als linten achter hem aan dwarrelen.

## Verspreiding en leefgebied
Deze soort broedt van de centrale Verenigde Staten tot noordoostelijk Mexico en overwintert tot Panama. 

## Status
De grootte van de populatie is in 2019 geschat op 9,1 miljoen volwassen vogels. Op de Rode lijst van de IUCN heeft deze soort de status niet bedreigd.